# Sosenskij
Sosenskij (in russo Сосенский?) è una cittadina della Russia europea, nell'Oblast' di Kaluga, situata a circa 90 km da Kaluga.
Fondata nel 1952 come centro minerario nel bacino carbonifero moscovita, ottenne lo status di città nel 1992 e si trova nel rajon Kozel'skij.